# Militärische Verbände und Einheiten aus Maine während des Sezessionskrieges
Die militärischen Verbände und Einheiten aus Maine nahmen auf Seiten der Union am Amerikanischen Bürgerkrieg teil.

## Hintergrund

### Sezessionskrieg
Abraham Lincoln rief am 15. April 1861, nur wenige Tage nach dem Angriff auf Fort Sumter, die in der Union verbliebenen Staaten auf, Freiwilligenverbände im Umfang von 75.000 Soldaten für drei Monate aufzustellen. Bis zur Übernahme in das US-Heer blieben diese Verbände in der Milizorganisation der Bundesstaaten. Deshalb war die Rekrutierung und Bewaffnung der Freiwilligen Aufgabe der Einzelstaaten. Bereits am 3. Mai 1861 forderte Lincoln als Oberster Befehlshaber erneut 42.000 dreijährig Freiwillige bei den Bundesstaaten an und befahl gleichzeitig, das US-Heer um 23.000 Mann zu verstärken. Erst am 22. Juli 1861 ermächtigte der Kongress Präsident Lincoln zur Aufstellung eines Freiwilligenheeres mit einem Umfang von 1.000.000 Freiwilligen.

### Der Bundesstaat Maine
Auch in Maine war die Begeisterung für den Kampf gegen den Süden groß. Mehr als 10.000 Männer meldeten sich sofort freiwillig. Auf Grund der ersten Forderung des Präsidenten – 75.000 Soldaten aus der gesamten Union – konnte diese große Anzahl Freiwilliger nicht vom US-Heer in Dienst gestellt werden. Die mit diesen Freiwilligen aufgestellten Regimenter verblieben bis zur Indienststellung deshalb in der Milizorganisation.
In den Regimentern wurden die Offiziere bis Ende 1861 meist gewählt; der Regimentskommandeur jedoch stets vom Gouverneur ernannt. Ab 1862 rückte diese Praxis immer mehr in den Hintergrund. Das Kriegsministerium hielt nach Intervention von Berufssoldaten viele dieser "Hobby"-Offiziere für ungeeignet und setzte sie ab.
Insgesamt stellte Maine 32 Infanterie- und zwei Kavallerie-Regimenter sowie ein selbstständiges Infanterie-Bataillon und einige Spezialeinheiten auf. An Unterstützungswaffen wurden sieben Feldartillerie-Batterien und sieben Kompanien Coast-Guard-Artillerie aufgestellt. Maine stellte dem US-Heer mit den Regimentern aus Maine während des Bürgerkriegs 65.077 Soldaten zur Verfügung.

## Freiwillige Verbände und Einheiten

### Infanterie

#### 1. Maine-Infanterie-Regiment
Dieses Regiment wurde als einziges Regiment aus einem existierenden Miliz-Regiment übernommen, das bereits im Juli 1854 aus Freiwilligen aus dem Raum Portland, Maine aufgestellt worden war. Die Milizionäre wurden am 28. April 1861 einberufen und für drei Monate verpflichtet. Das US-Heer stellte das Regiment am 3. Mai 1861 in Dienst. Die Aufstellungsstärke betrug 877 Mann.
Das Regiment wurde am 1. Juni 1861 nach Washington, D.C. verlegt und in den Verteidigungsstellungen der Hauptstadt eingesetzt. Am 1. August wurde es wieder nach Portland eingeschifft und dort nach Ablauf der dreimonatigen Dienstzeit am 5. August 1861 außer Dienst gestellt.
Das Regiment hatte keine Verluste. Soldaten, die sich weiterverpflichten wollten, wurden zunächst zum 10. und später zum 29. Maine-Infanterie-Regiment versetzt.

#### 2. Maine-Infanterie-Regiment
Das Regiment wurde am 28. Mai 1861 in Bangor aufgestellt; die Soldaten stammten hauptsächlich aus Bangor. Der Bundesstaat Maine verpflichtete die Soldaten für zwei Jahre. Das US-Heer stellte das Regiment noch am selben Tag in Dienst.
Das Regiment nahm an allen wichtigen Schlachten auf dem östlichen Kriegsschauplatz teil; es war Teil der Armee im nordöstlichen Virginia und danach der Potomac-Armee.
Am 20. Mai 1863 wurde das Regiment nach Maine verlegt und am 9. Juni 1863 außer Dienst gestellt. Die Soldaten, deren Dienstzeit noch nicht abgelaufen war, wurden zum 20. Maine-Infanterie-Regiment versetzt.
Im Gefecht fielen 69 Soldaten. 70 Soldaten verstarben an den Folgen von Verwundungen oder Krankheiten und 15 wurden wegen Desertion hingerichtet.

#### 3. Maine-Infanterie-Regiment
Das Regiment wurde am 28. Mai 1861 in Augusta, Maine aus dreijährig Freiwilligen aufgestellt und am 4. Juni 1861 dem US-Heer unterstellt. Erster Kommandeur war Oberst Oliver Otis Howard. Die Soldaten kamen hauptsächlich aus den heutigen Androscoggin und Kennebec Countys. Zum Aufstellungszeitpunkt war das Regiment 1024 Mann stark.
Das Regiment nahm an allen wichtigen Schlachten auf dem östlichen Kriegsschauplatz teil; es war immer Teil der Potomac-Armee. Besonders hohe Verluste erlitt das Regiment während der Schlacht von Gettysburg am 2. Juli 1863, als es in Generalmajor Daniel E. Sickles III. Korps im Peach Orchard eingesetzt war. Die Anzahl der Gefallenen betrug 30 Soldaten und damit mehr als 14 % aller eingesetzten Soldaten. Die prozentuale Anzahl aller Verluste, das heißt zuzüglich der Verwundeten und Vermissten, betrug 58 %.
Das Regiment wurde nach Ablauf der Verpflichtungszeit am 3. Juni 1864 noch vor der Schlacht von Cold Harbor aus der Potomac-Armee herausgelöst und nach Maine verlegt. 64 Soldaten verpflichteten sich weiter, die Dienstzeit von 65 weiteren war noch nicht abgelaufen. Diese Soldaten wurden zum 17. Maine-Infanterie-Regiment versetzt.
Insgesamt dienten im Regiment 1586 Soldaten. Davon fielen 134 im Gefecht und 140 an den Folgen von Verwundungen oder Krankheiten. In konföderierter Gefangenschaft starben 33 Soldaten. Am 28. Juni 1864 wurde das Regiment vom US-Heer außer Dienst gestellt.

#### 7. Maine-Infanterie-Regiment
Das Regiment wurde am 21. August 1861 in Augusta, Maine aus dreijährig Freiwilligen aufgestellt und anschließend dem US-Heer unterstellt.
Das Regiment nahm an allen wichtigen Schlachten auf dem östlichen Kriegsschauplatz teil; es war immer Teil der Potomac-Armee. Besonders hohe Verluste hatte es während der Schlacht am Antietam. Das Regiment nahm am Angriff auf den Bloody Angle während der Schlacht bei Spotsylvania Court House teil. Nach der Schlacht an der Jerusalem Plank Road wurde es der Shenandoah-Armee unterstellt und nahm an Sheridans Feldzug im Shenandoahtal teil.
Das Regiment wurde nach Ablauf der Verpflichtungszeit am 21. August 1864 in Charlestown, Virginia außer Dienst gestellt und am 5. September in Augusta, Maine aufgelöst. Die Soldaten, deren Dienstzeit noch nicht abgelaufen war, und Rekruten wurden zum 1. Maine-Veteranen-Infanterie-Regiment versetzt.
Insgesamt dienten im Regiment 1505 Soldaten. Davon fielen 128 im Gefecht oder an den Folgen von Verwundungen; 403 wurden verwundet und an den Folgen von Erkrankungen starben 212 Soldaten. In konföderierter Gefangenschaft starben 19 Soldaten.

#### 18. Maine-Infanterie-Regiment
Das Regiment wurde am 21. August 1862 in Bangor, Maine aus dreijährig Freiwilligen aufgestellt und am 24. August 1862 dem US-Heer unterstellt.
Es wurde in den Feldbefestigungen südlich Washingtons, D.C. in Virginia eingesetzt. Am 19. Dezember 1862 verfügte das Kriegsministerium die Umgliederung zum 1. Maine-Heavy-Artillerie-Regiment.

#### 20. Maine-Infanterie-Regiment
Das Regiment wurde am 29. August 1862 in Portland, Maine aus dreijährig Freiwilligen aufgestellt und am 3. September 1862 dem US-Heer unterstellt. Zum Kommandeur wurde Oberst Adelbert Ames ernannt, sein Stellvertreter war Oberstleutnant Joshua Lawrence Chamberlain.
Das Regiment nahm an allen wichtigen Schlachten auf dem östlichen Kriegsschauplatz teil; es war immer Teil der Potomac-Armee. Ein besonderer Einsatz war der während der Schlacht von Gettysburg. Das Regiment war unter der Führung Chamberlains als äußerst linkes Regiment der Front der Potomac-Armee eingesetzt und hielt gegen mehrere Angriffe der Konföderierten die Stellungen am Little Round Top am zweiten Tag der Schlacht. Während dieses Tages verlor das Regiment drei Offiziere und 134 Mannschaften.
Am 5. Juni 1865 wurden die Mannschaften und die meisten Offiziere, deren Dienstzeit am 1. Oktober 1865 endete, entlassen. Das Regiment blieb weiter in Dienst und organisierte sich nach der Aufnahme der Reste des 16. Maine-Infanterie- und des 1. Maine-Scharfschützen-Regiments neu und blieb bis zum 16. Juli 1865 im Dienst. In Washington, D.C. wurde es an diesem Datum außer Dienst gestellt.
Das Regiment hatte während der Schlachten und Gefechte, an denen es beteiligt war, 147 Gefallene und an den Folgen von Verwundungen oder Krankheiten starben 146 Offiziere und Mannschaften. In konföderierter Kriegsgefangenschaft starben 15 Soldaten.

### Kavallerie

#### 1. Maine-Kavallerie-Regiment
Das Regiment aus dreijährig Freiwilligen wurde am 31. Oktober 1861 in Augusta auf- und am 5. November 1861 in Dienst gestellt. Es bestand aus 13 Kompanien.
Das Regiment nahm an allen wichtigen Schlachten auf dem östlichen Kriegsschauplatz teil; es war immer Teil der Potomac-Armee. Das Regiment wurde bis zur Schaffung der Kavalleriedivision teilweise bataillonsweise verschiedenen Korps unterstellt.
Nachdem die Dienstzeit der ersten Freiwilligen ausgelaufen war, wurde das Regiment durch sieben Kompanien des 1. D.C.-Kavallerie-Regiments aufgefüllt. Das Regiment erhielt 28 Auszeichnungen (Battle Honors) und hatte die größten Verluste aller Kavallerie-Regimenter des US-Heeres während des Bürgerkrieges. In konföderierter Kriegsgefangenschaft starben 145 Soldaten.
Insgesamt dienten im Regiment 4.227 Soldaten. Am 1. August 1865 wurde das Regiment in Petersburg, Virginia außer Dienst gestellt und die Angehörigen am 9. August 1865 in Augusta entlassen.

## Artillerie

### 1. Maine-Heavy-Artillerie-Regiment
Das Regiment wurde wegen einer vom Kriegsministerium am 19. Dezember 1862 verfügten Umgliederung aus dem 18. Maine-Infanterie-Regiment am 6. Januar 1863 aufgestellt. Bis 1864 wurden die Batterien des Regiments in den Feldbefestigungen Washingtons, D.C. eingesetzt. Im März 1863 wurde das Regiment durch die 3. Batterie der berittenen Maine-Artillerie für neun Monate verstärkt. Die vollständige Aufstellung des Regiments war in einem Umfang von 1.800 Soldaten im Februar 1864 abgeschlossen.
Am 15. Mai 1864 verließ das Regiment die Stellungen um Washington, wurde der Potomac-Armee unterstellt und zunächst zum Schutz der Versorgungslinien des Überland-Feldzuges eingesetzt. Bei der Abwehr eines Angriffs der Konföderierten gegen die Versorgungslinien am 19. Mai 1864 verlor das Regiment 476 Soldaten.
Das Regiment wurde während der Belagerung von Petersburg rein infanteristisch eingesetzt und hatte bei der zweiten Schlacht um Petersburg 604 Soldaten Verluste. Sowohl nördlich des James als auch südlich des Flusses eingesetzt nahm das Regiment an vielen Schlachten der Belagerung teil.
Das Regiment nahm am Appomattox-Feldzug bis zur Kapitulation der Nord-Virginia-Armee teil und paradierte bei der Siegesfeier in Washington. Die meisten Angehörigen des Regiments wurden am 6. Juni 1865 demobilisiert, die restlichen Soldaten blieben bis zum Ablauf der Verpflichtungszeit am 11. September 1865 in den Feldbefestigungen Washingtons. Am 20. September 1865 wurde das Regiment in Bangor mit der Entlassung der restlichen Soldaten aufgelöst.
Das Regiment hatte die größten Verluste aller Regimenter des Heeres in Schlachten – 423 Soldaten wurden getötet oder starben an den Folgen von Verwundungen, 260 starben an Seuchen. Insgesamt dienten im Regiment 4.714 Soldaten.